# Municipio de Chuprene
El municipio de Chuprene (búlgaro: Община Чупрене) es un municipio búlgaro perteneciente a la provincia de Vidin.
En 2011 tiene 2083 habitantes, el 83,85% búlgaros y el 15,99% gitanos. La cuarta parte de la población vive en la capital municipal Chuprene.
Ocupa el extremo meridional de la provincia y es fronterizo con Serbia. En la frontera de este municipio se halla el Midzhur, el pico más alto de los Balcanes occidentales.

## Pueblos
En el municipio hay nueve pueblos:
| Pueblo        | Cirílico     | Población (diciembre de 2009) |
| ------------- | ------------ | ----------------------------- |
| Chuprene      | Чупрене      | 576                           |
| Dolni Lom     | Долни Лом    | 229                           |
| Gorni Lom     | Горни Лом    | 777                           |
| Protopopintsi | Протопопинци | 91                            |
| Replyana      | Репляна      | 193                           |
| Sredogriv     | Средогрив    | 129                           |
| Targovishte   | Търговище    | 162                           |
| Varbovo       | Върбово      | 128                           |
| Total         |              | 2285                          |